# Nitrylamid
Nitrylamid ist eine anorganische chemische Verbindung und der einfachste Vertreter der Stoffgruppe der Nitramine. Sie ist Strukturisomer zur Hyposalpetrigen Säure.

## Gewinnung und Darstellung
Nitrylamid kann durch eine mehrstufige Reaktion ausgehend von Kaliumcyanat mit ethanolischer Salzsäure, Ethylnitrat, Ammoniak, Kalilauge und Schwefelsäure gewonnen werden, wobei der letzte Schritt die Hydrolyse von Dikaliumnitrocarbamat darstellt. Es wurde Anfang des 20. Jahrhunderts erstmals von Johannes Thiele und A. Lachman dargestellt.
{\displaystyle \mathrm {KOCN+HCl+C_{2}H_{5}OH\longrightarrow H_{2}NCOOC_{2}H_{5}+KCl} }
{\displaystyle \mathrm {H_{2}NCOOC_{2}H_{5}+C_{2}H_{5}ONO_{2}+NH_{3}+H_{2}O\longrightarrow O_{2}NNH\cdot COONH_{4}} }
{\displaystyle \mathrm {O_{2}NNH\cdot COONH_{4}+2\ KOH\longrightarrow O_{2}NNK-COOK+NH_{3}+2\ H_{2}O} }
{\displaystyle \mathrm {O_{2}NNK\cdot COOK+2\ H_{2}SO_{4}\longrightarrow H_{2}NNO_{2}+CO_{2}+2\ KHSO_{4}} }
Ebenfalls möglich ist die Darstellung durch Reaktion von Distickstoffpentoxid mit Ammoniak
{\displaystyle \mathrm {N_{2}O_{5}+2\ NH_{3}\longrightarrow 2\ H_{2}NNO_{2}+H_{2}O} }
oder Natriumsulfamat mit Salpetersäure.
{\displaystyle \mathrm {NaSO_{3}NH_{2}+HNO_{3}\longrightarrow H_{2}NNO_{2}+NaHSO_{4}} }

## Eigenschaften
Nitrylamid ist ein sehr zersetzlicher Feststoff, der in Form von glänzenden, weißen Blättchen vorliegt. Er ist eine sehr schwache Säure und löslich in Ether, Alkohol, Wasser und Aceton, wenig löslich in Benzol und kaum löslich in Ligroin. Er besitzt eine monokline Kristallstruktur mit der C2/c (Nr. 15). Er schmilzt unter teilweiser Zersetzung, wobei die Lösung schwach sauer reagiert und mit zunehmender Geschwindigkeit in Distickstoffoxid und Wasser zerfällt. Die Hydrolyse von Nitramid wird zum Beispiel nur von Basen, nicht aber von Säuren katalysiert und ist ein Beispiel für eine allgemeine Basenkatalyse. Johannes Nicolaus Brønsted formulierte anhand von Untersuchungen zur katalytische Zersetzung des Nitramid sein Säure-Base-Konzept. Die Verbindung zersetzt sich explosionsartig in Gegenwart von Natronlauge und bei Kontakt mit konzentrierter Schwefelsäure.